# Erlensklinge
Die Erlensklinge ist eine Waldklinge in den Löwensteiner Bergen im Osten des Landkreises Heilbronn in Baden-Württemberg. Der sie durchziehende Bach entspringt nahe dem Weiler Hirrweiler der Kleinstadt Löwenstein und mündet nach insgesamt etwa südöstlichen Lauf, ganz zuletzt auch auf der Gemarkung der Nachbargemeinde Wüstenrot, von rechts in die obere Spiegelberger Lauter.

## Geographie

### Bachverlauf
Der Bach durch die Erlensklinge entspringt ca. 250 m südöstlich des Hauptgebäudes der Klinik Löwenstein auf etwa 473 m ü. NHN dicht am westlichen Waldweg durch den Wald Mühlmahd vom Hirrweiler Wasserturm zum Wasserreservoir im Untertal. Er läuft die ersten knapp 200 Meter südwestlich bis an den Südrand des Klinikparks. Nur noch etwa hundert Meter von der Landesstraße 1066 entfernt, wechselt er, von nun an bis zur Mündung nah von dieser begleitet, zunächst auf südlichen Lauf durch den Talwald. Nach etwa einem Drittel seiner Länge passiert er die Hirrweiler Kläranlage und wendet sich dann auf dauerhaft südöstlichen Kurs. Etwa nach zwei Dritteln passiert er das erwähnte Wasserreservoir, wo ein kurzer linker Klingenbach ais der Mühlmagd zufließt, und wechselt auf die andere Seite der Landesstraße an den Rand des Waldes Hummelbühl am rechten Talhang. Zuletzt unterquert er im Lautertal die Landesstraße noch einmal und mündet auf etwa 396 m ü. NHN gegenüber dem Wasserwerk am linken Ufer von rechts in die obere Lauter, die dort, zwischen dem Wüstungsplatz des ehemaligen Forsthauses Joachimstal und dem Weiler Altlautern, südwärts fließt und dort selbst erst 3,2 km lang ist.
Der Bach durch die Erlensklinge mündet nach einem 2,0 km langen Lauf mit mittleren Sohlgefälle von etwa 38 ‰ ungefähr 77 Höhenmeter unterhalb seiner Quelle.

### Einzugsgebiet
Das Einzugsgebiet der Erlensklinge umfasst ca. 1,2 km², von denen über neun Zehntel mit Wald bedeckt sind; offen ist fast nur die quellnahe Nordwestecke auf dem Gelände der Klinik Löwenstein. Es liegt, naturräumlich gesehen, im Unterraum Südwestliche Löwensteiner Berge der Schwäbisch-Fränkischen Waldberge. Überall steht der landschaftstypische Stubensandstein an (Löwenstein-Formation). Die Besiedlung beschränkt sich auf den innerhalb liegenden Teil der Klinik. Ausgenommen einen winzigen Zwickel im Lautertal um die Mündung, der zur Gemeinde Wüstenrot gehört, ist das Einzugsgebiet Teil der Wüstenroter Stadtgemarkung.
Der höchste Punkt im Klinikgelände an der Nordwestecke liegt auf wenig über 500 m ü. NHN, die Wasserscheiden beiderseits der Talmulde bleiben beiderseits lange über 470 m ü. NHN und weit überwiegend bis zum beginnenden Mündungskeil über 460 m ü. NHN. Die konkurrierenden Bäche im Norden an der Stubensandstein-Stufenkante laufen steil zum Hauptast Nonnenbach des Schlierbachs hinab, der in die Sulm mündet, welche die flacher laufenden Bäche hinter der westlichen Wasserscheide direkt aufnimmt und selbst dicht am Südosteck des Einzugsgebietes entspringt. Hinterm Kamm des Hummelsbühls im Süden entwässert ein kleinerer Bach wenig weiter abwärts zur Lauter, hinter der nordöstlichen durch den Mühlmahd erreicht ein noch kleinerer die Lauter wenig oberhalb der Erlensklinge.

## Natur und Schutzgebiete
Der Bach durch die Erlensklinge ist etwa einen Meter breit, auf dem ersten Drittel eher gerade, danach mäandriert er. Er fließt über ein lehmiges oder sandiges Bett in einer nur etwa zehn Meter breiten Aue, ihn speisen viele Sickerquellen mit Milzkrautbewuchs; jenseits eines ufernahen Streifens aus Erlen wachsen meist Nadelgehölze.
Der unmittelbare Mündungsbereich in der offenen Lauteraue liegt im Landschaftsschutzgebiet Spiegelberger Lautertal mit Nebentälern und angrenzenden Gebieten. Fast das ganze Einzugsgebiet liegt innerhalb des festgesetzten Wasserschutzgebietes Löwenstein, Wüstenrot und Klinik Löwenstein.

### LUBW
Amtliche Online-Gewässerkarte mit passendem Ausschnitt und den hier benutzten Layern: Erlensklinge

Allgemeiner Einstieg ohne Voreinstellungen und Layer: Daten- und Kartendienst der Landesanstalt für Umwelt Baden-Württemberg (LUBW) (Hinweise)
1. 1 2 3  Höhe nach dem Höhenlinienbild auf dem Hintergrundlayer Topographische Karte.
2. 1 2  Länge nach dem Layer Gewässernetz (AWGN).
3. ↑  Einzugsgebiet abgemessen auf dem Hintergrundlayer Topographische Karte.
4. ↑  Schutzgebiete nach den einschlägigen Layern, Natur teilweise nach dem Layer Biotop.

### Andere Belege
1. ↑  Wolf-Dieter Sick: Geographische Landesaufnahme: Die naturräumlichen Einheiten auf Blatt 162 Rothenburg o. d. Tauber. Bundesanstalt für Landeskunde, Bad Godesberg 1962. → Online-Karte (PDF; 4,7 MB)
2. ↑  Geologie nach der unter → Literatur aufgeführten geologischen Karte und nach den Layern zu Geologische Karte 1:50.000 auf: Mapserver des Landesamtes für Geologie, Rohstoffe und Bergbau (LGRB) (Hinweise)